# Arbre de Judée
 Cercis siliquastrum
Espèce
Classification phylogénétique
L'Arbre de Judée, ou Gainier silicastre, aussi appelé arbre de Jérusalem ou Jérusalem en Nouvelle-Calédonie (Cercis siliquastrum), est une espèce de plantes à fleurs de la famille des Fabaceae (anciennement des Caesalpiniaceae), sous-famille des Caesalpinioideae et du genre Cercis. C'est un arbre originaire du sud de l'Europe et de l'ouest de l'Asie. Son feuillage est caduc.
Selon une légende, c'est à cet arbre que Judas se serait pendu après avoir trahi Jésus Christ. L'origine de cette légende n'est pas connue mais  est peut-être due à la forme de ses feuilles, rondes et plates comme des monnaies, ou bien aux gousses noires qui pendent des rameaux en automne. En fait, c'est surtout qu'après que Juda s'y soit pendu, l'arbre se serait mis à fleurir, sa floraison se faisant autour de Pâques ; les fidèles y virent un signe miraculeux...

## Description
L'arbre hermaphrodite peut mesurer jusqu'à dix mètres de haut. Son écorce est d'abord grise puis vire au noir. Son port est tortueux avec une cime aplatie. Ramifié dès la base. Les bourgeons pointus et groupés s'écartent du rameau lorsqu'ils vont donner des fleurs.
Les feuilles, sont rondes, cordiformes à la base, glabres et lisses. La face supérieure est vert pâle et mate, et la face inférieure glauque. La feuille a un long pétiole.
Les fleurs rose pourpre vif apparaissent en avril-mai avant les feuilles. Elles sont sessiles en faisceaux groupés sur les rameaux et même sur le tronc.
Le fruit est une gousse aplatie, fruit caractéristique des légumineuses. Cette gousse contient une dizaine de graines à dissémination barochore très appréciées notamment par la mésange bleue et la mésange charbonnière.

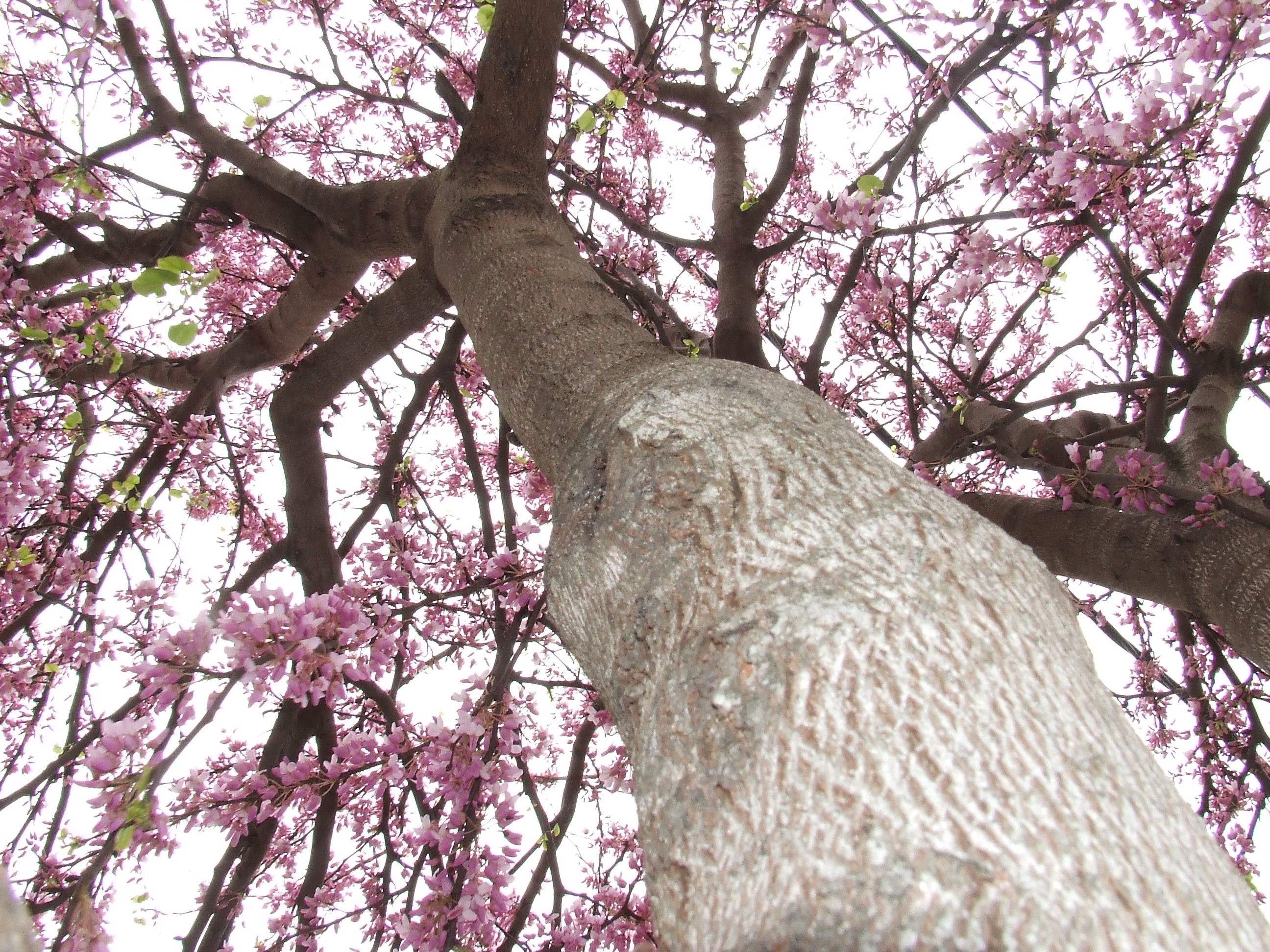
Aspect au printemps.
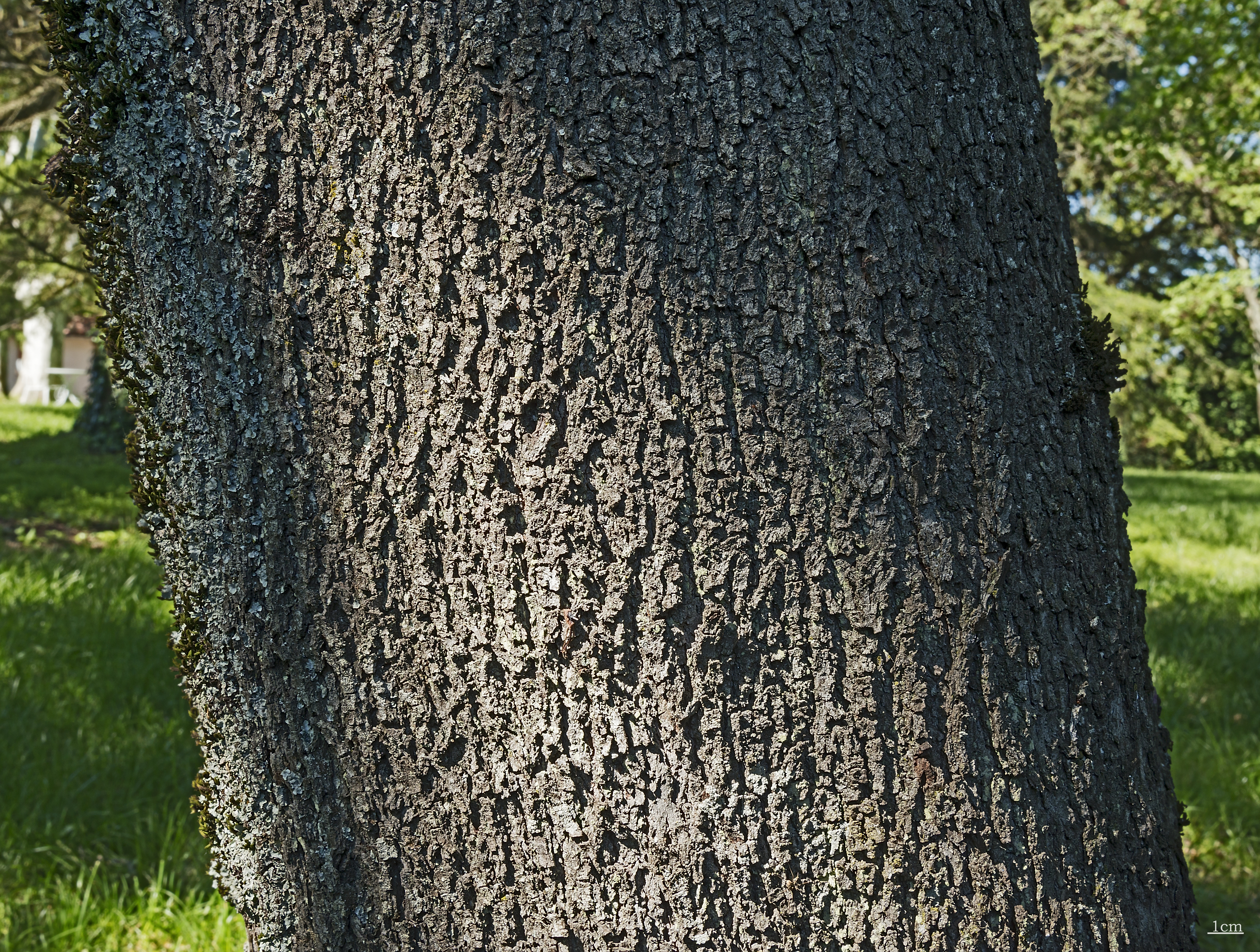
Tronc et écorce.
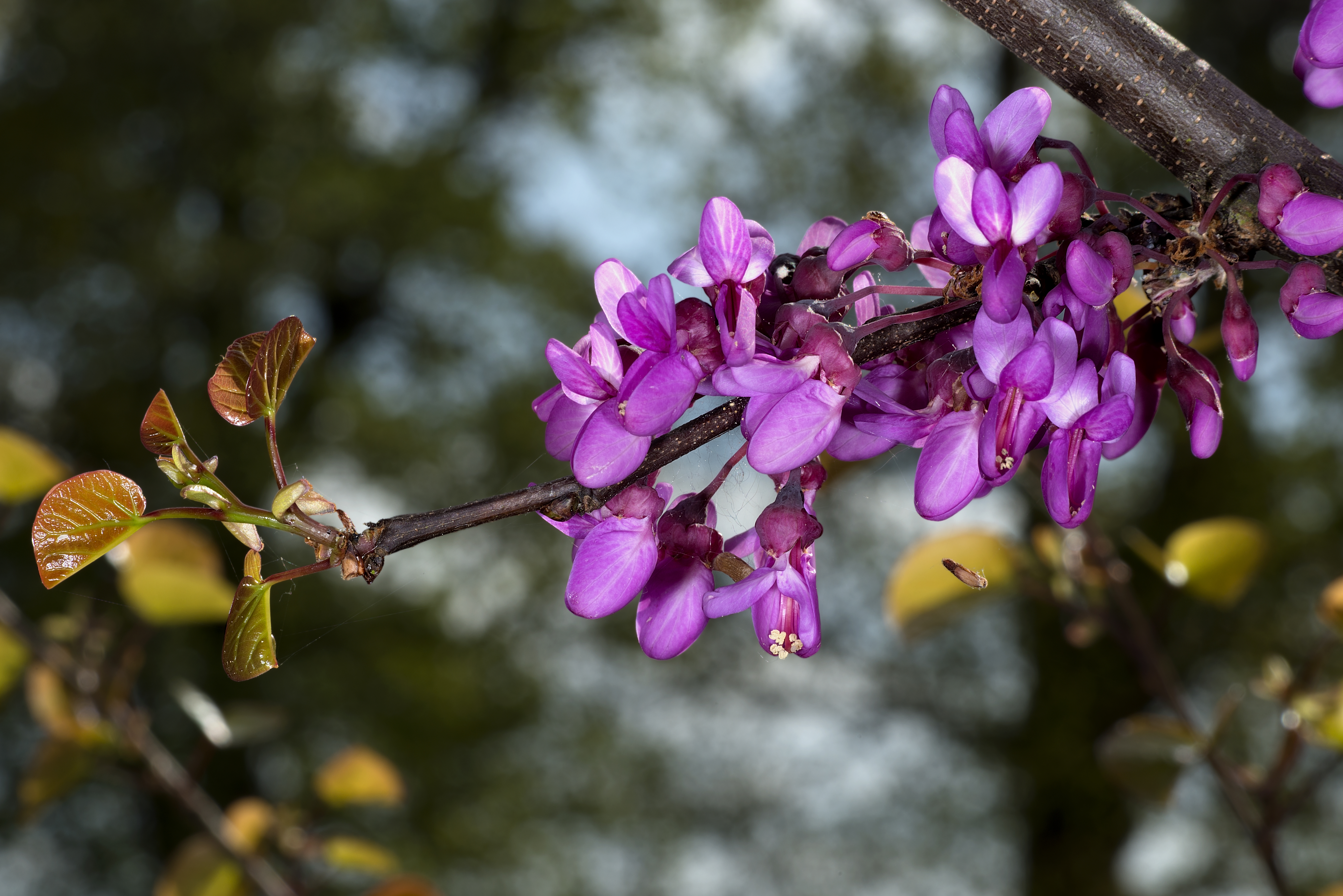
Fleurs, couleur d'origine.
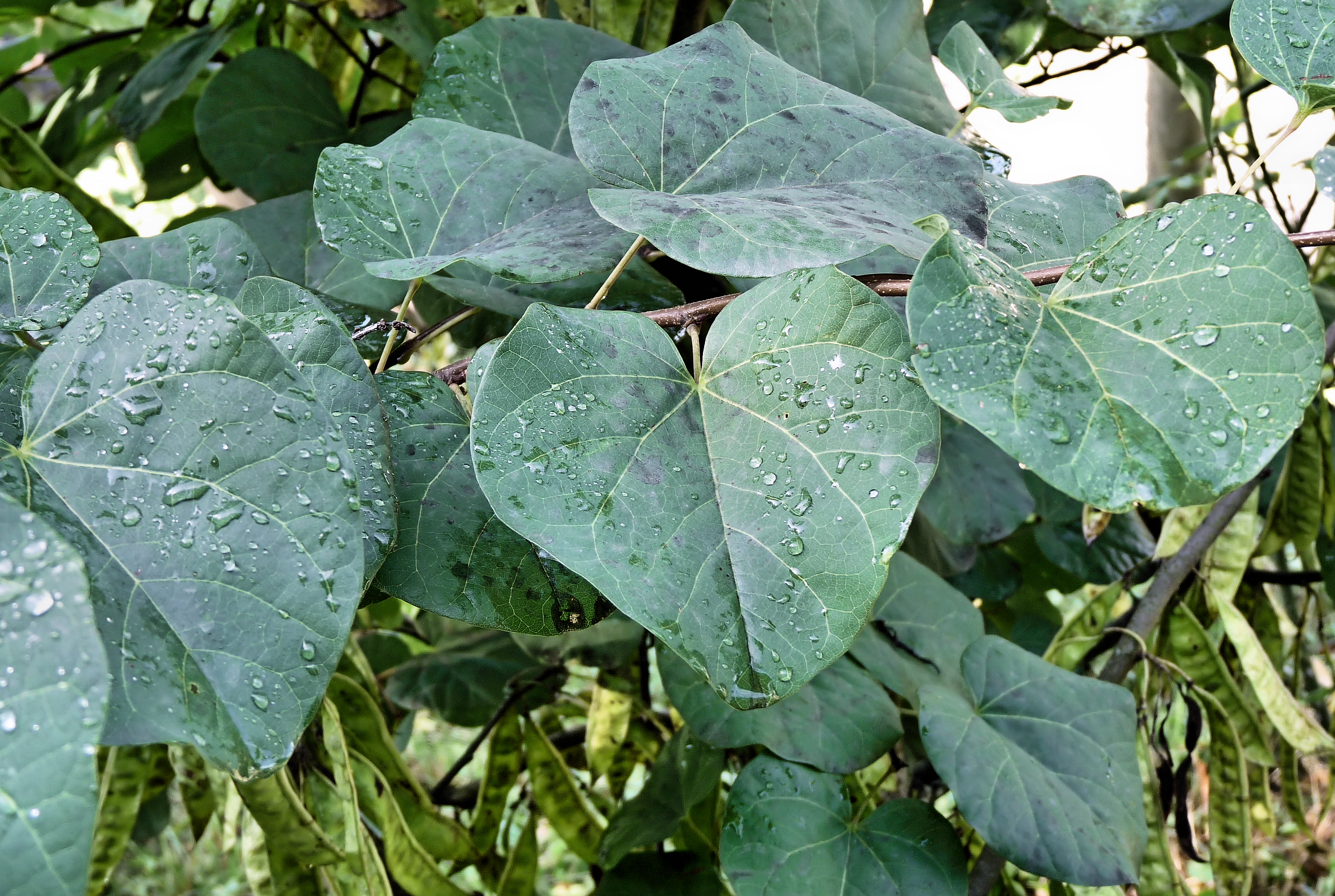
Feuilles.
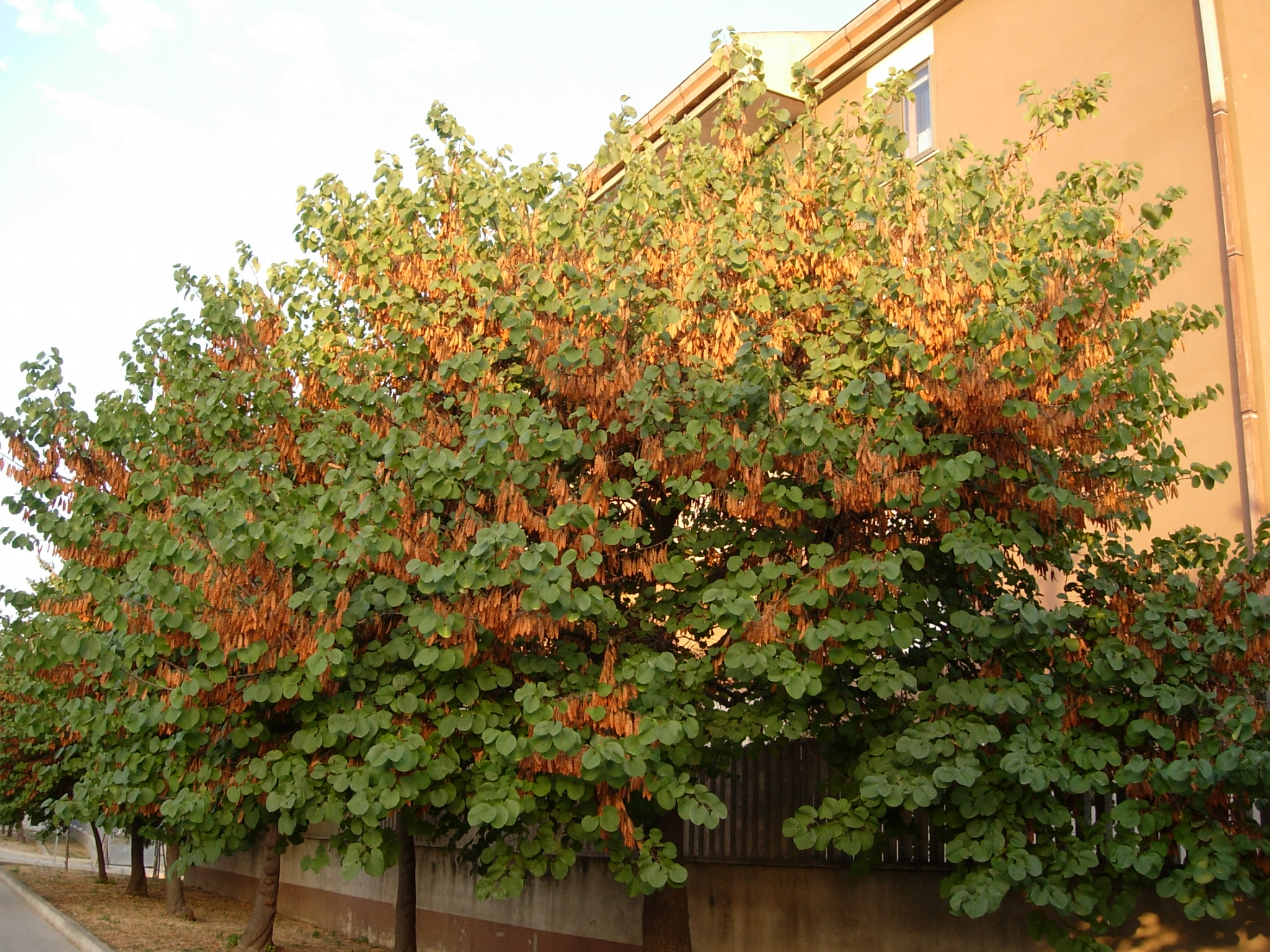
Aspect en été.
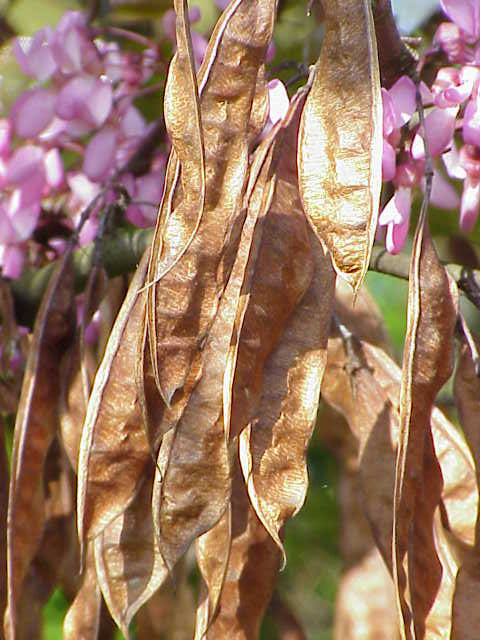
Gousses.
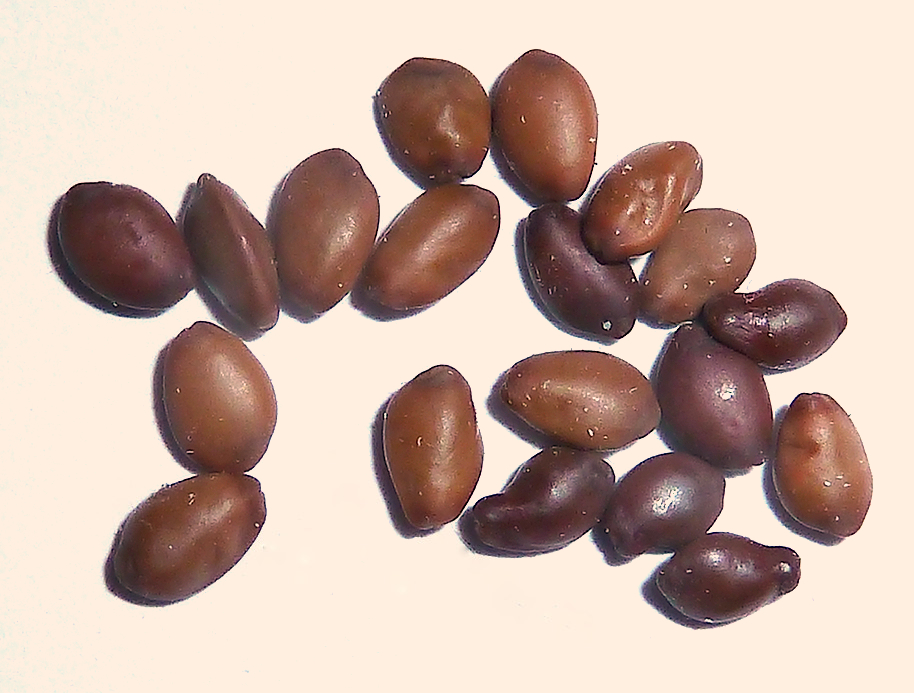
Graines.
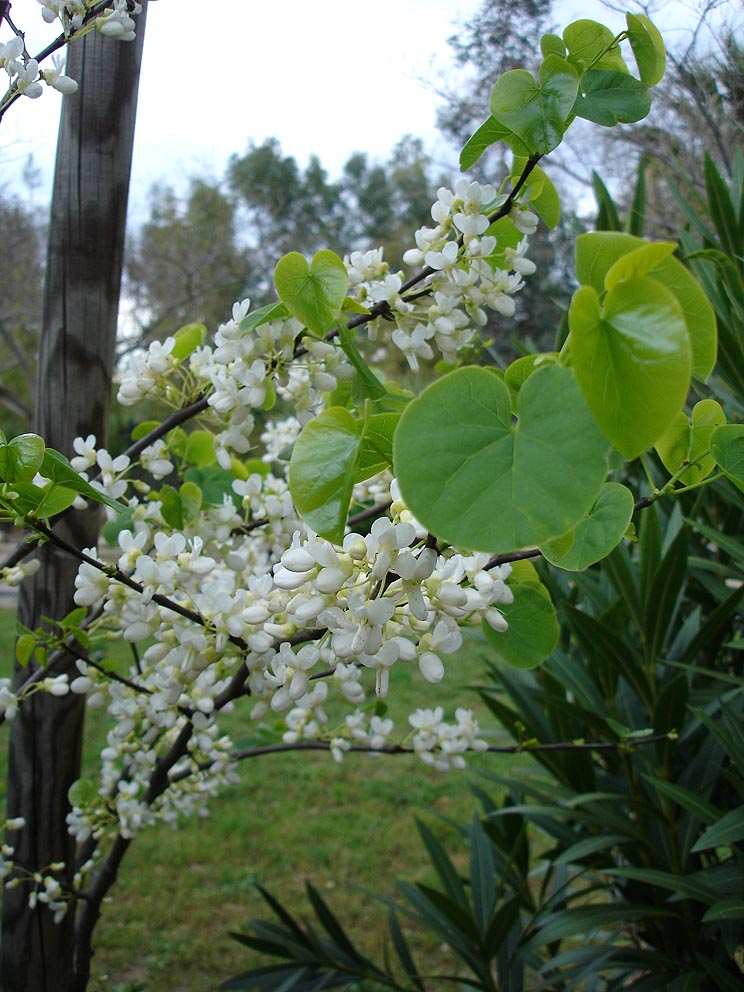
Variété horticole à fleurs blanches.
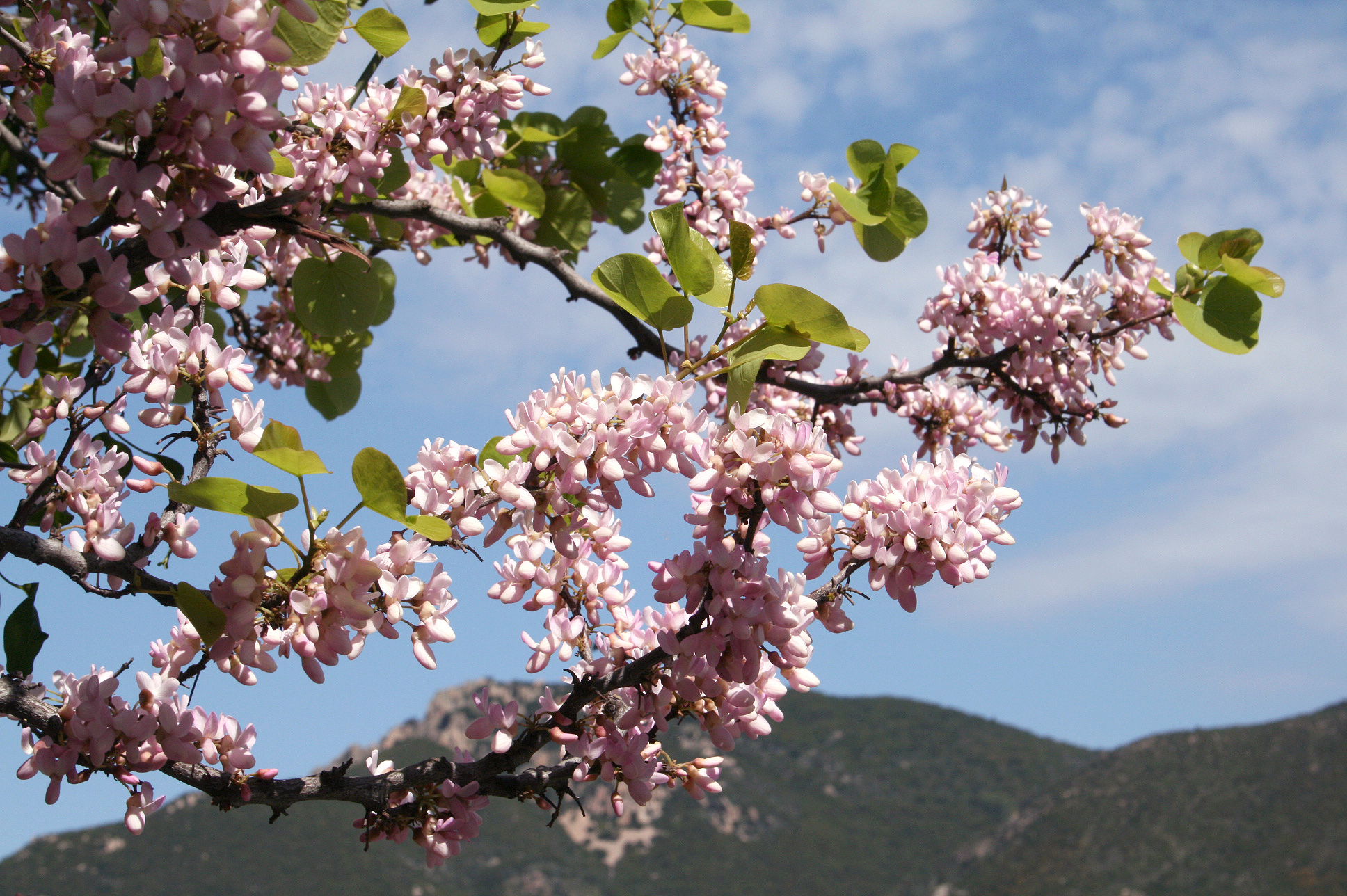
Variété horticole à fleurs roses, Sari-d'Orcino (Corse-du-Sud).

## Systématique
L'espèce Cercis siliquastrum a été décrite par le naturaliste suédois Carl von Linné en 1753.

### Synonymie
Homotypique
- Cercis florida Salisb[3]
- Cercis siliquosa St.-Lag[4]
- Siliquastrum arbor-judae Medik[5]
- Siliquastrum orbiculatum Moench, Meth[6]

### Taxinomie
Liste des sous espèces
- Cercis siliquastrum subsp. siliquastrum
- Cercis siliquastrum subsp. hebecarpa

## Culture

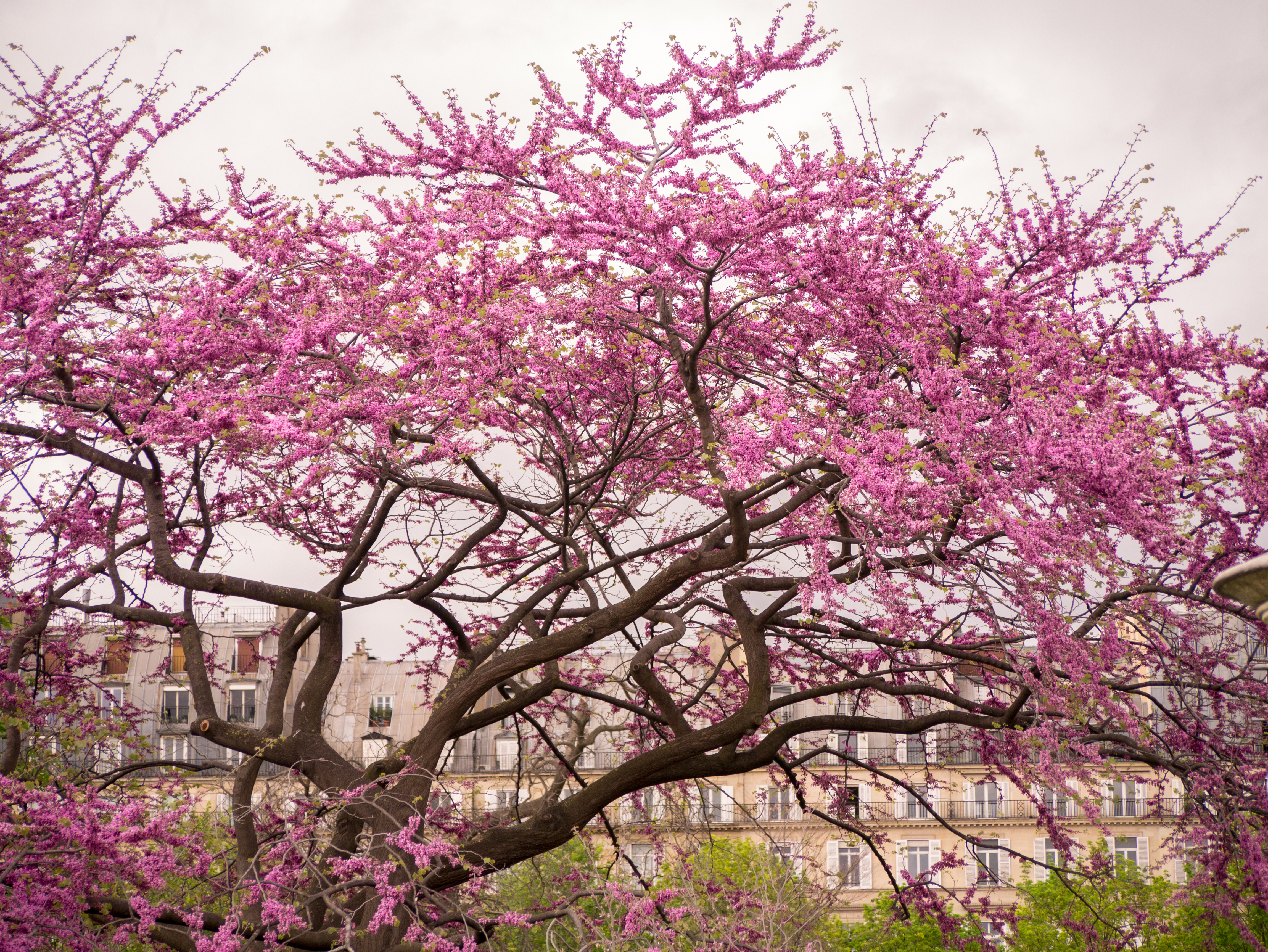
Arbre de Judée au jardin des Tuileries.

C'est un arbre sciaphile à port étalé naturellement présent sur les matorrals méditerranéens. Il est rustique mais craint les gelées tardives. Il préfère les terrains calcaires et secs, et tolère les sols compactés, ce qui en fait un arbre bien adapté au milieu urbain.
Les jeunes sujets sont fragiles lors des trois premières années où on veillera à les arroser en été et à les pailler en hiver. Une fois installé, cet arbre est très adapté à la sécheresse. Comme toutes les légumineuses, il peut se contenter de sols pauvres car il est capable de fixer l’azote atmosphérique.
Sa croissance est rapide les premières années puis se ralentit.
Il se reproduit par semis ou bouturage et fleurit au bout de cinq à six ans. Il faut privilégier la plantation de jeunes sujets car les plus vieux ne supportent pas d'être transplantés.

### Maladies et parasites
Chancre, maladie du corail, Verticillium, cicadelles, et cochenilles peuvent poser des problèmes.

### Cultivars
- C. siliquastrum 'Alba' : se différencie de l'espèce type par sa floraison blanche plus tardive (avril-mai), sa taille plus réduite ainsi que par son feuillage vert acide.
- C. siliquastrum 'Rubra' : fleurs d'un rose foncé
- C. siliquastrum 'Flore-plena' : fleurs doubles
- C. siliquastrum 'Sterilis' : ne produisant pas de gousses, et donc préféré par ceux qui jugent ces fruits inesthétiques.

## Utilisations
C'est un arbre cauliflore planté dans les jardins pour l'ornement.
« Les boutons floraux, les fleurs et les jeunes fruits encore tendres peuvent être consommés crus en salade. Leur saveur est agréablement acidulée. C'est surtout en Grèce et en Turquie qu'ils sont utilisés. On a également conservé les boutons floraux dans le vinaigre et fait des beignets avec les fleurs ».

## Parasites
L'arbre est parasité par une espèce de psylle nommée « psylle de l'arbre de Judée » (Cacopsylla pulchella) que l'on peut observer principalement au milieu du printemps ; elle migre en juin. Ainsi l'Arbre de Judée pourrait avoir un rôle dans la lutte biologique contre les psylles de l'olivier en attirant les prédateurs comme les punaises (Heteroptera sp.) et les guêpes (Hymenoptera) qui sont des insectes entomophages.

## Symbolique

### Calendrier républicain
- Dans le calendrier républicain, le Gainier est le nom attribué au 21e jour du mois de germinal[10], c'est-à-dire généralement au 10 avril du calendrier grégorien.

## Dans la culture populaire
Cet arbre est mentionné dans la chanson de Georges Brassens Auprès de mon arbre: « J'ai maintenant des frênes, des arbres de Judée, tous de bonne graine, de haute futaie. »
Dans la sixième saison de la seconde série Doctor Who, le Docteur, joué par Matt Smith, est contaminé par le poison de l'arbre de Judée. 